# Praktischer Arzt
Praktischer Arzt oder Praktische Ärztin ist in Deutschland eine seit der Weiterbildungsordnung von 1992 nicht mehr neu vergebene Berufsbezeichnung für einen niedergelassenen Arzt ohne eine zum Führen der Bezeichnung „Facharzt“ obligate Weiterbildung.

## Geschichtlicher Hintergrund
Die Entwicklung der medizinischen Wissenschaft in der ersten Hälfte des 19. Jahrhunderts mit der verbindlichen akademischen Ausbildung der Ärzte sowie der zunehmend selbstverständlicher werdenden Gepflogenheit in der Bevölkerung, im Krankheitsfall ärztlichen Rat hinzuzuziehen, führten zu einer immer größer werdenden Bedeutung des ärztlichen Standes, ohne dass staatliche Regelungen mit dieser Entwicklung Schritt hielten. 1852 war in Preußen der Einheitsstand „prakt. Arzt“ mit akademischer Ausbildung und staatlicher Approbation geschaffen worden. Hieraus hatten sich für die wirtschaftliche Sicherung und das Ansehen des ärztlichen Berufes jedoch keine Fortschritte ergeben, da Scharlatane und selbsternannte Wunderheiler weiterhin unbeeinträchtigt ihr Unwesen treiben konnten. Preußische Ärzte waren disziplinarrechtlich Beamten gleichgestellt. Sie mussten einen Berufseid auf den König ablegen, vierteljährlich Berichte erstellen und eine Medizinaltaxe bei ihren Rechnungsstellungen zugrunde legen. § 200 Preußisches Strafgesetzbuch (1851) verpflichtete sie zur unentgeltlichen Hilfe bei Bedürftigen (Kurierzwang). Diese Pflichten wurden ihnen abverlangt, ohne dass entsprechende Rechte gewährt wurden, wie zum Beispiel regelmäßiges Einkommen, eine gesicherte Altersversorgung und Mitbestimmung in medizinalpolitischen Angelegenheiten.

## Heutige Regelung
Wer eine spezifische dreijährige Weiterbildung in der Allgemeinmedizin abgeschlossen hatte oder wer am 1. Januar 1990 als niedergelassener Arzt die Bezeichnung „praktischer Arzt“ geführt hat, darf sie weiter führen, ferner derjenige Arzt, der die genannte Weiterbildung vor dem 1. Januar 2003 aufgenommen und vor dem 1. Januar 2006 abgeschlossen hat. Eine Niederlassung als Vertragsarzt ist ohne Weiterbildung zum Facharzt in Deutschland seit 2003 nicht mehr möglich. Im Rahmen der europäischen Harmonisierung (Durchführung der Richtlinie 93/16/EWG) wurde die Bezeichnung „praktischer Arzt“ vom Arzt für Allgemeinmedizin abgelöst.
Seitdem gilt der „Facharzt für Allgemeinmedizin“ beziehungsweise der „Facharzt für Innere und Allgemeinmedizin“ als Voraussetzung für eine hausärztliche Tätigkeit mit Kassenzulassung. Ärzte ohne abgeschlossene Facharztweiterbildung können sich auch weiterhin in einer Privatpraxis niederlassen. In Ausnahmefällen, wie im kassenärztlichen Bereitschaftsdienst (zu dem sie verpflichtet sind), bei Notfällen oder bei einer Praxisvertretung dürfen sie ihre für Kassenpatienten erbrachten Leistungen gegenüber den Krankenkassen abrechnen.

## Österreich
In Österreich wird der Arzt für Allgemeinmedizin auch als praktischer Arzt, umgangssprachlich auch als Hausarzt, bezeichnet.

## Schweiz
In der Schweiz ist „praktischer Arzt“ der Minimaltitel für Fachärzte und kann nach dreijähriger Weiterbildung erworben werden. Er wurde 2002 im Zuge bilateraler Verträge mit der Europäischen Union neu eingeführt und als Äquivalent zu den EU-Facharztweiterbildungen nostrifiziert. Infolgedessen werden etwa deutsche Fachärzte für Allgemeinmedizin in der Schweiz als Praktische Ärzte anerkannt. Zum Erwerb der Facharztbezeichnung für Allgemeine Innere Medizin fehlen hingegen noch Weiterbildungsinhalte, die zu absolvieren wären.